# 駅弁大学
駅弁大学（えきべんだいがく）は、1946年（昭和21年）より開始された学制改革に基づき、1949年（昭和24年）5月に設置された新制国立大学を揶揄した呼称。

## 起源
戦前には、官立（国立）の総合大学は内地には7校の帝国大学、国公立の単科大学として7校の医科大学、3校の商科大学、2校の文理科大学しかなく稀少であったのに対して、第二次世界大戦終結後の連合国軍占領下の日本において連合国軍最高司令官総司令部 (GHQ/SCAP) の主導による戦後改革の一環として学制改革が実施されたことで、1949年に50校ほどの新制国立大学が設置されて「一県一国立大学」が実現し、大学がありふれた存在になったことを指している。
当時新設された総合大学の最寄り駅には駅弁が売られているという意味の、大宅壮一の造語である。大宅による造語であることは、初出と考えられる雑誌記事（「座談会文化日本裏返し」『漫画』（漫画社）昭和26年2月号32ページ3段目）から確認できる。

## 背景

### 戦前の状況
戦前のいわゆる旧制大学は、1877年（明治10年）にお雇い外国人により国際的学問水準を確保した旧制東京大学が東京に設立されたことに始まり、1886年（明治19年）の帝国大学令によって、旧制東京大学は唯一の総合大学である帝国大学となった。この帝国大学令が根拠となって複数の学部（分科大学）を有する帝国大学のみが官立の総合大学として設置を許されることになり、その後、東京の組織を手本に京都帝国大学（1897年）、東北帝国大学（1907年）、九州帝国大学（1911年）、北海道帝国大学（1918年）、京城帝国大学（1924年）、台北帝国大学（1928年）、大阪帝国大学（1931年）、名古屋帝国大学（1939年）が各地に誕生した。なお、京都帝国大学の設立時に、東京の帝国大学は「東京帝国大学」と改称された。一方、1903年（明治36年）には一定水準に達したいくつかの専門学校が専門学校令による「私立大学」として高等教育にあたっていたが、この時点では大学として学士号を授与することはできなかった。
その後、第一次世界大戦の好景気を背景に高等教育機関の拡充が叫ばれた結果、1918年（大正7年）に公布された大学令によって官立および公立の単科大学と私立大学の設置が正式に認められた。これにより、有力な官公立の専門学校と十分な基本財産を持つ私立専門学校が大学令に基づく大学として順次昇格していった。この昇格によって私立大学も学士号を授与できるようになった。しかし、帝国大学と大学令に基づく大学の双方を合わせても、その進学率は同世代の男子のうち数%に過ぎなかった。

### 新制大学の誕生
第二次世界大戦で日本が降伏した後、軍部の独走を阻止できなかった原因のひとつとして、健全な知識階級の絶対数が不足していたことが指摘され、再び高等教育機関の大拡充が行なわれることになった。しかし、それは敗戦直後のハイパーインフレーションという最悪の環境下で行われたため、大学の新設は質的向上をもたらさず、結局は全国の官公立の旧制専門学校（旧制高商、旧制高工など）や旧制高等学校（ナンバースクール、ネームスクール）の統廃合により一斉に看板を新制大学に掛け替えるという「移行」にとどまった。特に、教員養成課程は1943年（昭和18年）まで中等学校レベルであった師範学校が母体となったために「二階級特進」などと揶揄された。
その結果、「国立七十二校、私立二百十六校。三百に近い大学がある訳だから、駅弁を売っているところに大学があるといはれるのも無理はない。」（加田哲二「このごろの世相」『新文明』（新文明社）昭和28年1月号、原文は旧字体 ） と風刺されることもあった。

## 現状
終戦直後に比べ、駅弁を販売している駅は大幅に減少した。徳島駅や大分駅のように駅弁大学の最寄り駅からも駅売りから撤退してしまった駅もあり、駅弁大学の名前も現状に見合わない形となった。
現在、文部科学省は国立大学を指定国立大学、世界水準型国立大学、特定分野型国立大学、地域貢献型国立大学の4つに改めて分類し直している。

## 駅弁大学と呼ばれた大学の一覧
| 地方 | 大学名                                                           |
| ---- | ---------------------------------------------------------------- |
| 東北 | 弘前大学・岩手大学・秋田大学・福島大学・山形大学                 |
| 関東 | 茨城大学・宇都宮大学・群馬大学・埼玉大学・横浜国立大学・山梨大学 |
| 中部 | 富山大学・福井大学・信州大学・岐阜大学・静岡大学・三重大学       |
| 近畿 | 滋賀大学・和歌山大学                                             |
| 中国 | 鳥取大学・島根大学・山口大学                                     |
| 四国 | 徳島大学・香川大学・愛媛大学・高知大学                           |
| 九州 | 佐賀大学・大分大学・宮崎大学・鹿児島大学                         |